# Xã Grand Meadow, Quận Minnehaha, South Dakota
Xã Grand Meadow (tiếng Anh: Grand Meadow Township) là một xã thuộc quận Minnehaha, tiểu bang Nam Dakota, Hoa Kỳ. Năm 2010, dân số của xã này là 296 người.